# Santa Rosa (södra Los Reyes kommun)
Santa Rosa är en ort i Mexiko.   Den ligger i kommunen Los Reyes och delstaten Michoacán de Ocampo, i den södra delen av landet, 300 km väster om huvudstaden Mexico City. Santa Rosa ligger 1 366 meter över havet och antalet invånare är 331.
Terrängen runt Santa Rosa är kuperad. Runt Santa Rosa är det ganska tätbefolkat, med 93 invånare per kvadratkilometer. Närmaste större samhälle är Peribán de Ramos, 9,9 km sydost om Santa Rosa. Omgivningarna runt Santa Rosa är en mosaik av jordbruksmark och naturlig växtlighet.